# Добрила Кацарска
Добрила Кацарска-Бочва (на македонска литературна норма: Добрила Кацарска) е видна юристка от Северна Македония, член на Конституционния съд на страната.

## Биография
Родена е в 1957 година в Ресен, тогава във Федеративна народна република Югославия. Завършва Юридическия факултет на Скопския университет в 1982 година и полага правосъдния изпит през февруари 1984 година. От 1982 до 1984 година работи като стажант в Общинския съд Скопие 1, от 1984 до 1986 година е сътрудник в Основния съд Скопие 1, а от 1986 до 2005 година е съдия в гражданското отделение на същия съд. От 2005 до 2009 година е председател на Основния съд Скопие 1, а от 15 февруари 2009 година до 13 юли 2009 година изпълняващ длъжността председател на съда. От 13 юли 2009 година е назначена в Наказателното отделение за пълнолетни престъпници, а на 9 януари 2018 година е назначена в Отдела за разследване на действия в областта на организираната престъпност и корупцията.
Две години е отговорна съдийка в Отдела за съдебни спорове. Два мандата е член на Съвета на директорите на Сдружението на съдиите, като един мандат е и негов вицепрезидент. От 2007 година е член на Дисциплинарния съвет на Нотариалната камара, а от 2008 година е негов заместник-председател. От септември 2008 година до юли 2009 година е председател на Съвета за съдебна служба.
Тя е избрана за съдия на Конституционния съд на Република Северна Македония на 26 ноември 2020 година.